# Ханкок (округ, Айова)
Ха́нкок (англ. Hancock County) — округ в США, штате Айова. На 2000 год численность населения составляла 12 100 человек. По оценке бюро переписи населения США в 2009 году население округа составляло 11 046 человек. Окружным центром является город Гарнер.

## История
Округ Ханкок был сформирован 15 января 1851 года.

## География
Согласно данным Бюро переписи населения США площадь округа Ханкок составляет 1479 км².

### Основные шоссе
- Шоссе 18
- Шоссе 69
- Автострада 17

### Соседние округа
- Уиннебейго (север)
- Серро-Гордо (восток)
- Райт (юг)
- Коссут (запад)

## Демография
По данным переписи населения 2000 года в округе проживало 12 100 жителей. Среди них 23,2 % составляли дети до 18 лет, 18,1 % люди возрастом более 65 лет. 50,3 % населения составляли женщины.
Национальный состав был следующим: 98,5 % белых, 0,2 % афроамериканцев, 0,1 % представителей коренных народов, 0,6 % азиатов, 4,4 % латиноамериканцев. 0,5 % населения являлись представителями двух или более рас.
Средний доход на душу населения в округе составлял $17957. 8,6 % населения имело доход ниже прожиточного минимума. Средний доход на домохозяйство составлял $47588.
Также 85,8 % взрослого населения имело законченное среднее образование, а 15,4 % имело высшее образование.